# Kikuchi (Kumamoto)
Kikuchi (jap. 菊池市, -shi) ist eine japanische Stadt in der Präfektur Kumamoto auf der Insel Kyūshū.

## Geographie
Kikuchi liegt nordöstlich von Kumamoto und westlich von Aso. Ein beliebter Ausflugsort ist der Aso-Kujū-Nationalpark.

## Geschichte
Kikuchi erhielt am 1. August 1958 das Stadtrecht.

## Verkehr
- Straße:
  - Nationalstraßen 325, 387, 443

## Städtepartnerschaften
- Tōno, Japan
- Nishimera, Japan
- Gimje, Südkorea, seit 1985
- Sishui, Volksrepublik China, seit 1994
- Cheongwon, Südkorea, seit 2005

## Weblinks

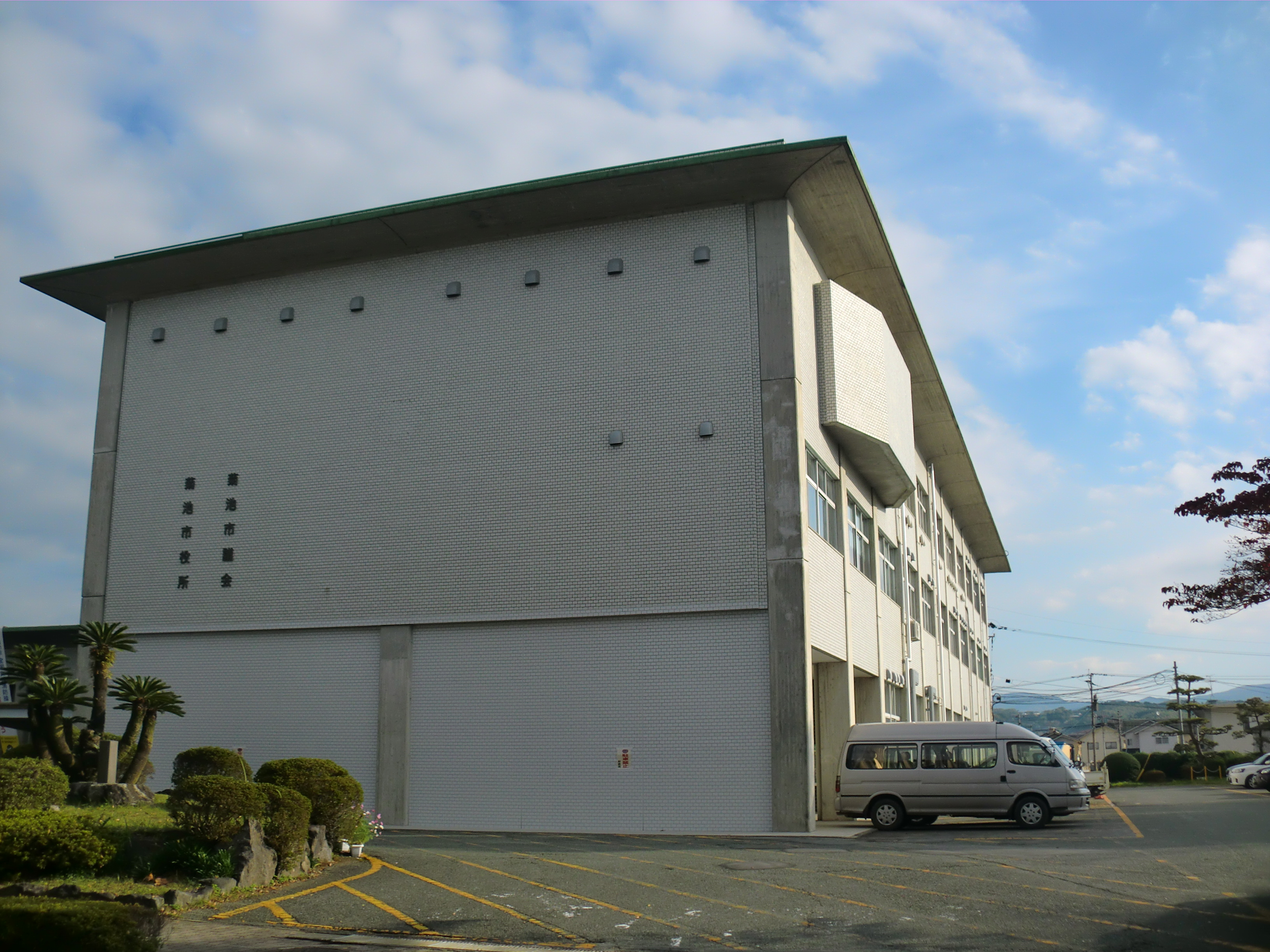
Rathaus von Kikuchi

## Angrenzende Städte und Gemeinden
- Präfektur Kumamoto
  - Aso
  - Yamaga
  - Kōshi
  - Ueki
  - Ōzu
- Präfektur Ōita
  - Hita

## Persönlichkeiten
- Masashi Eriguchi (* 1988), Sprinter